# Bonaventure d'Argonne
Pour les articles homonymes, voir Bonaventure.
Noël Argonne, dit dom Bonaventure d'Argonne, dit monsieur de Moncade, dit Vigneul-Marville, est un moine et homme de lettres français né à Paris (probablement en 1634), mort à Aubevoye le 28 janvier 1704. Il est connu pour une critique osée des Caractères de La Bruyère.

## Biographie
La date de sa naissance à Paris fait débat : 1630, 1634 ou 1640. Benjamin Rountree estime que la plus probable est « de loin » 1634. Fils d'un orfèvre, il devient avocat. À vingt-huit ans, las de la vie du siècle, il se fait chartreux de Gaillon, en Normandie,  et prend le nom de religion de Bonaventure. Il est ensuite père vicaire de la chartreuse Notre-Dame-de-la-Rose de Rouen.
Mais, dans sa retraite, cet homme spirituel et savant a gardé le goût de la littérature, et il entretient des relations avec ses amis érudits d'autrefois. Il publie le premier de ses livres sans nom d'auteur. Il use ensuite des pseudonymes de monsieur de Moncade et de Vigneul-Marville. Il est, selon Voltaire, « le seul chartreux qui ait cultivé la littérature ». Mais les lecteurs de La Bruyère ne lui pardonnent pas sa critique injuste des Caractères.
Il meurt à la chartreuse Notre-Dame-de-Bonne-Espérance, à Aubevoye, près de Gaillon, dans le département actuel de l'Eure, le 28 janvier 1704.

## Œuvres

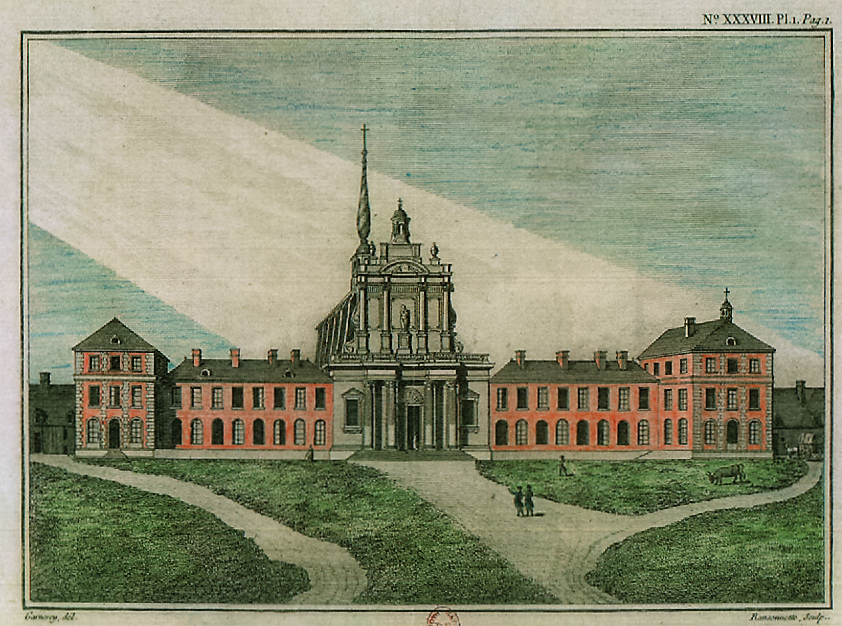
Vue de la chartreuse d'Aubevoye.

- Traité de la lecture des Pères de l'Église, 1688. Jean Mabillon appréciait beaucoup ce livre[3].
- L'Éducation, maximes et réflexions de monsieur de Moncade, avec un discours du sel dans les ouvrages d'esprit, Rouen, Vve d'A. Maurry et P. Ferrand, 1691.
- Mélanges d'histoire et de littérature, recueillis par Vigneul-Marville, 3 vol., 1699-1701. Anecdotes littéraires, réflexions critiques et traits satiriques (il contient « Sentiments critiques sur Les Caractères de monsieur de La Bruyère »)[4] 1713, 1er volume, 1713, 3e volume,  1713, 3e volume.

Bonaventure d'Argonne aurait laissé d'autres ouvrages, dont on ignore s'ils sont perdus à jamais ou s'ils reposent dans quelque bibliothèque.